# Anselmo Ralph
Anselmo Ralph, de son vrai nom Anselmo Cordeiro da Mata Maquico , est un chanteur de R'n'B angolais, né le 12 mars 1981 dans la province de Luanda, la capitale de l'Angola.

## Biographie
Il est parti faire des études en comptabilité à l'Université de la ville de New York Borough of Manhattan Community College.
Il s'installe ensuite à Madrid (Espagne) de 1991 à 1992, et devient un grand fan de Juan Luis Guerra, l'un des plus populaires chanteurs dominicains, ce qui aura une grande influence sur sa future carrière artistique.
En 1995, il forme en Angola le groupe de hip-hop NGB (Nova Geração Bantu), avec qui il enregistre l'album  “Tá-se Bem” en 1996 sur le label d'Eduardo Paím, EP Studios (EP sont les initiales d'Edouardo Paím).
L'album ne sort qu'en 1999, alors que le groupe était dissous depuis qu'Anselmo Ralph était retourné à New York en 1998, et cela n'a pas été bon pour la promotion de l'album en Angola.
En 2000, il réside toujours à New York et joue dans un groupe de rock en espagnol[Lequel ?], puis il a un projet en solo en espagnol produit par le producteur portoricain Chicky Demus, destiné à la communauté latino des États-Unis. Malheureusement, ce projet n'est pas mené à terme à cause de problèmes financiers et de désaccords avec les labels contactés.
En 2001, il tente un autre projet mais cette fois en anglais, toujours pour le marché américain, et il réalise une démo à partir de samples pour lesquels il réalise des arrangements. Mais il ne parvient pas à convaincre de label à produire l'album.
Il chante aussi à la chorale de l'Église du Christ internationale de New York, avec qui il donne plusieurs concerts dans des universités de New York.
Finalement, en 2003, de retour dans son pays natal, l'Angola, Anselmo Ralph commence à réaliser les arrangements pour son album en portugais, “Histórias de Amor”, destiné au marché angolais et celui des pays lusophones.
L'album, produit par Aires (Aires no Beat) sur son propre label, Bon Som (fondé avec son agent Camilo Travassos) sort en 2006.
Le disque est principalement R'n'B, et connait un succès immédiat dès sa sortie, aussi bien sur le marché angolais qu'à l'étranger.
Il donne des concerts à Luanda au Miami Beach, devant plus de six mille spectateurs.
Deux semaines plus tard[Quand ?], toujours à Luanda, il donne un autre grand concert à la salle de spectacles Karl-Marx, faisant encore une fois salle comble (sept mille spectateurs, record d'entrées de la salle). 
En 2006, il a été nommé par une chaîne de télévision[Laquelle ?] sud-africaine meilleur chanteur de R'n'B et aussi aux MTV Europe Music Awards de 2006 dans la catégorie meilleur artiste africain, dont le gala se tenait au Danemark, à Copenhague.
Après le succès critique et commercial de son premier album, Historias de Amor, il sort un deuxième album, As Ultimas Historias de Amor, le 14 février 2007, jour de la Saint-Valentin, incluant le tube « Um Dois ». En à peine un mois, le CD devient un autre grand succès national et international.
Avec ce deuxième album, Anselmo Ralph a reçu le prix de la « Meilleure voix masculine » et le prix « Top Rádio Luanda » en 2007.
Puis il a donné plus de huit concerts avec des artistes invités devant un large public en Angola, et des pays comme le Portugal, les Pays-Bas, l'Angleterre, le Mozambique, l'Afrique du Sud, Sao Tomé-et-Principe, le Brésil et la Namibie.
En 2008, il signe avec la plus grande maison de disques angolaise, LS Produções, un contrat de trois albums.
Le 14 février 2009, toujours pour la Saint-Valentin, il sort son troisième album O Cupido (double CD et DVD), vendu à 22 600 exemplaires en seulement neuf heures, plus de 30 000 exemplaires vendus en moins d'un mois, puis réédité en 10 000 exemplaires, soit 40 000 exemplaires au total épuisés au bout de quatre mois.
Parmi les artistes invités sur cet album figurent Nelson Freitas, et les rappeurs angolais Sandocan et Cage One, vedettes dans leur pays. 
L'album est produit par Aires (Aires no Beat), Leandro I-95, Bu Square, Dji Tafinha, Don Juan et Delcio DC et enregistré aux studios BomSom et Jazzworx (Afrique du Sud) et mixé ad masterisé par Mike Manitshana aux studios Downtown et RBF SABC (Afrique du Sud).
Le 10 juillet, il donne deux concerts géants deux soirs d'affilée dans la salle « Pavilhão Da Cidadela »  (42 000 spectateurs).
En 2011, Anselmo Ralph sort le Maxi Single « A Dor do Cupido », extrait de son album à venir, qui en seulement deux jours s'est vendu à 42 000 exemplaires, et 90 000 exemplaires au bout de trois mois (quadruple disque de platine).
Son quatrième album A Dor Do Cupido sort fin mars 2011, en collaboration avec le label suisse KLASSZIK du producteur Nellson Klasszik, et Dji Tafinha. Il comprend les tubes « Não me toca » et « Atira agua » (avec la participation une nouvelle fois de Nelson Freitas, ainsi que celle d'Eddy Parker). Le clip de « Não Me Toca » a été visionné plus de 66 millions de fois.
Il effectue plus de 50 concerts en 2011.
En 2012, il participe au projet « Team De Sonho » (« Dream Team » en portugais), il chante 5 des 17 titres, et sort également sa première compilation, qui comprend un inédit, le single « Sem Ti ».
La Team de Sonho s'est réunie pour deux concerts, l'un à Johannesburg le 18 janvier 2013 et le lendemain à Maputo (Mozambique).
Le dernier album du chanteur, O Melhor de Anselmo Ralph (2014), atteint le niveau de disque d'or au Portugal en seulement deux semaines.
Il fait partie du jury de The Voice Portugal lors des saisons 3, 4 et 5.

## Discographie
Le best-of (tiré à 50 000 exemplaires) contient 17 chansons et un DVD de plus de deux heures de concert, enregistré en play-off en juillet 2012, aux arènes du Campo Pequeno, à Lisbonne, au Portugal, avec la participation de Puto Português, Nelson Freitas, du groupe Zona 5 et de Cage One.
Il est distribué par Sony Music pour l'Europe et la maison d'édition LS Republicano pour l'Afrique.

### Autres titres (hors albums)
1. Toca A Dancar (ft Dani & Abdiel)
2. Minha Sogra (ft TC) sur la compilation "Sogra Hits - Revisto e Atualizado"
3. Anselmo Ralph - Diz Me O Que Fazer (2013)
4. Anselmo Ralph - Sola (ft. Rick Ross & Soge Culebras) (2023)

### Participations
- Lizha James feat. Anselmo Ralph – Vais Rochar
- David Carreira feat. Anselmo Ralph - Baby Fica
- Claudia Leitte feat. Anselmo Ralph – Largadinho
- Genesis feat. Anselmo Ralph – Amor Novo
- Kalibrados feat. Anselmo Ralph & Big Nelo – Te Amo
- Trio Fam feat. Anselmo Ralph – Fazer Amor
- Leo feat. Anselmo Ralph – Coisa Pura (2009)
- Ruben Shine feat. Anselmo Ralph – Quero Te De Volta (REMIX)
- Dream Boyz feat. Anselmo Ralph – Pop Champagne
- Enciclopédia Negra (Mad Niggaz) feat. Anselmo Ralph – Cansei De Ti
- Big Nelo feat. Anselmo Ralph – Me Conduz
- Cage One feat. Anselmo Ralph – Oh Oh Oh
- Dani & Abdiel Abdizzy feat. Anselmo Ralph – Toca A Dançar
- Alexandre Pires, Anselmo Ralph e Yola Araújo – A Deus Eu Peço  (reprise de A Dios Le Pido de Juanes), sur l'album live Em Casa (2008)
- Anselmo Ralph e Sandocan – Whisky Cola (2009)
- Caló Pascoal feat. Anselmo Ralph – Será Sempre Minha (2010)
- Banda Calypso feat. Anselmo Ralph – O Som da África, , sur l'album studio « Banda Calypso Folia » ainsi que sur le live « Banda Calypso ao Vivo em Angola» (2011)
- JD feat. Anselmo Ralph – Ela Dança (2011)
- Os Vagabanda feat. Anselmo Ralph – Não Fatiga Não (2013)
- Zona 5 feat. Anselmo Ralph – Sou Sortudo
- Dji Tafinha feat. Anselmo Ralph – O Próprio Uí
- Nelson Freitas feat. Anselmo Ralph – Drinks On Me, album « Elevate » (2013)
- Paulo Gonzo feat. Anselmo Ralph – Ela É (2013)
- Mastiksoul feat. Anselmo Ralph – In Love
- Léo Santana feat. Anselmo Ralph – Fenômeno
- Zona 5 feat. Anselmo Ralph - Encardir a Área (2013)
- Kataleya feat. Anselmo Ralph – Atrevimento (2014)
- Anselmo Ralph feat. Rick Ross – Take it Slow
- David Carreira feat. Anselmo Ralph – Baby Fica
- Nelson Freitas feat. Anselmo Ralph & Eddy Parker – Atira Água
- Dji Tafinha feat. Anselmo Ralph – Na Lua
- Supremos  feat. Anselmo Ralph – Fala Miúda
- Lavilson feat. Anselmo - Amizade (REMIX)
- Jello Swee feat. Anselmo Ralph - Vitoria
- Enrique Iglesias feat. Descemer Bueno, Anselmo Ralph, Zé Felipe & Ender Thomas - Súbeme La Radio Portuguese Remix
- COASTCITY feat. Anselmo Ralph - Con la luz
- C4 Pedro feat. Anselmo Ralph - Perigosa (2019)

## Producteurs associés
Aires (Aires no Beat), Nelson Klassziks, Sandocan, Heavy C, Nguabi Montel, Dji Tafinha.

## Liens
- Notices d'autorité :   - VIAF
  - ISNI
  - BnF (données)
  - LCCN
  - WorldCat
- Ressources relatives à la musique :   - AllMusic
  - Discogs
  - Last.fm
  - MusicBrainz
  - Songkick
- Ressources relatives à l'audiovisuel :   - Africultures
  - IMDb